# Promina
Promina (Italiaans: Promina of Promona) is een gemeente in de Kroatische provincie Šibenik-Knin.
Promina telt 1317 inwoners. De oppervlakte bedraagt 139,41 km², de bevolkingsdichtheid is 9,4 inwoners per km².
Steden (gradovi): Šibenik · Drniš · Knin · Skradin · Vodice

Gemeenten (općine): Bilice · Biskupija · Civljane · Ervenik · Kijevo · Kistanje · Murter-Kornati · Pirovac · Primošten · Promina · Rogoznica · Ružić · Tisno · Tribunj · Unešić